# Nordmark (Schiff)
Die Nordmark kam als drittes Trossschiff der Dithmarschen-Klasse Ende 1938 unter dem Namen Westerwald in den Dienst der Kriegsmarine. Bei Kriegsbeginn unterstützte sie das Panzerschiff Deutschland im Nordatlantik. 1939 wurde das Schiff in Nordmark umbenannt. Um die Jahreswende 1940/41 unterstützte sie die Admiral Scheer bei deren Vorstoß bis in den Indischen Ozean.
Die Nordmark wurde bei Kriegsende von den Briten in Kopenhagen erbeutet und dann als Northmark in Bereitschaft gehalten. In Bulawayo umbenannt wurde sie von 1947 bis 1950 als Flottentanker eingesetzt und 1955 abgebrochen.

## Baugeschichte
Um die Möglichkeiten ihrer Panzerschiffe der Deutschland-Klasse zu nutzen, entwickelte die Kriegsmarine den Typ des Trossschiffes. Diese Schiffe sollten nicht nur die Versorgung mit Treibstoff, sondern die gesamte Versorgung der Kampfschiffe sicherstellen. Sie sollten Munition, Nahrung und Ersatzteile mit sich führen. Die Vorteile einer Versorgung aus einem Schiff hatte die Kriegsmarine auf den Ausbildungsreisen ihrer Schulkreuzer gesammelt, die zusammen mit dem gecharterten Tanker Hansa (1929, 5.978 BRT, 11 kn) ihre Weltreisen ab 1930 durchgeführt hatten. Dieser wurde daher auch Anfang des Jahres 1937 zu einem Trossschiff umgebaut und am 17. November 1937 als erstes marineeigenes Trossschiff angekauft und unter dem neuen Namen Samland in Dienst gestellt-
Im Juni 1936 ergingen die ersten Aufträge für drei neue „Große Troßschiffe“ an die damals noch im Ausland liegende Danziger Werft der Schichau-Werke und die Kieler Howaldtswerft, wobei die Aufträge nach außen als Tankeraufträge dargestellt wurden. Die drei Schiffe liefen 1937 vom Stapel und kamen 1938 in Dienst. Ende 1937 wurden noch zwei weitere Schiffe bestellt, die aber erst 1940 (Ermland bei Schichau) und 1943 (Franken) fertiggestellt wurden. Weitere vier geplante Schiffe wurden nicht gebaut, zwei schon 1938 erteilte Aufträge wurden 1941 vor einer Kiellegung annulliert. Als erstes der „Großen Troßschiffe“ wurde die bei Schichau gebaute Dithmarschen am 20. Juli 1938 in Dienst, der am 14. November 1938 die bei Howaldt gebaute Altmark folgte.
Als zweiter Schichau-Bau lief die Westerwald am 5. Oktober 1937 in Danzig vom Stapel und wurde am 16. Dezember 1938 in Dienst gestellt. Es kam bis April 1943 unter das Kommando von Korvettenkapitän/Fregattenkapitän d. R. Peter Grau. Wie ihre Schwesterschiffe hatte die Westerwald das typische Tankeraussehen mit einem vorlichen Brückenhaus und der Maschine mit einem Schornstein achtern. Die Aufbauten um den Schornstein und die Back waren höher als auf einem normalen Tanker, da sich hier die zusätzlichen Frachträume befanden. Mit einer Länge von 179 m und einer Breite von 22 m war das Schiff etwa 30 m länger als die damals von deutschen Werften weltweit gelieferten Tanker. Die Antriebsanlage unterschied sich auch erheblich von den zivilen Schiffen. Zwei Hochdruck-Kessel trieben Getriebeturbinensätze an, die eine Höchstgeschwindigkeit von über 20 Knoten (kn) ermöglichten.

## Einsatzgeschichte
Im Juli 1939 fand der erste längere Übungseinsatz der Westerwald statt, als sie das neue Flottenflaggschiff Gneisenau nach dessen erstem Umbau zu einer mehrwöchigen Übungsreise in die Nähe von Madeira begleitete.
Am 22. August 1939 verließ sie dann Deutschland, um das Panzerschiff Deutschland im Fall des erwarteten Kriegsausbruchs im Nordatlantik zu unterstützen. Das Trossschiff bezog eine Position südlich von Grönland und versorgte das Panzerschiff bis zum Abbruch seines Einsatzes achtmal. Die Deutschland hatte nach der Operationsfreigabe am 26. September nur zwei Dampfer versenkt. Am 22. November traf die Westerwald eine Woche nach dem Panzerschiff wieder in der Heimat ein und wurde in Nordmark umbenannt.
Im März 1940 verlegte das in Hamburg instandgesetzte Schiff nach Swinemünde in der Vorbereitungsphase des Unternehmens „Weserübung“. Am 10. April 1940 betankte die Nordmark die beiden Schlachtschiffe Gneisenau und Scharnhorst im Nordmeer, als diese auf das Wiederauslaufen der deutschen Zerstörer aus Narvik warteten, um dann mit Zerstörersicherung wieder in die Heimat zurückzukehren. Die Nordmark verblieb im Nordmeer und versorgte am 13. Mai 1940 vor Jan Mayen den in den Atlantik auslaufenden Hilfskreuzer Widder. Während des Aufenthalts im Polarmeer hatte die Nordmark Schäden an Bug und Heck durch das Eis erlitten, stand aber dennoch während des Unternehmens „Juno“, als die beiden deutschen Schlachtschiffe mit dem Schweren Kreuzer Admiral Hipper gegen die alliierten Streitkräfte, die Norwegen evakuierten, vorstießen, als Versorger zur Verfügung und marschierte dabei gleichzeitig in die Heimat. Dabei wurde sie am 27. Juli 1940 nahe der jütischen Küste von britischen Flugzeugen entdeckt und angegriffen. Die Schäden wurden bei der folgenden Werftliegezeit in Hamburg beseitigt.

### Sieben Monate im Atlantik
Anschließend wurde die Nordmark am 12. September 1940 der zum Schweren Kreuzer umklassifizierten Panzerschiff Admiral Scheer als Versorger für dessen Handelskriegsführung zugeteilt. Am 23. Oktober verließen beide Schiffe Gotenhafen und liefen durch den Kaiser-Wilhelm-Kanal nach Brunsbüttel. Gesichert durch drei Torpedoboote fuhren sie am 27. nach Stavanger und weiter nach Norden. Bei sehr schlechten Wetterverhältnissen entschied sich der Kommandant des Kreuzers, Kapitän zur See Theodor Krancke, auf der Höhe von Bergen sofort den Durchbruch in den Nordatlantik zu versuchen und entließ seine Begleiter nach Bergen. Der zurückbleibende Tanker sollte dem Feind suggerieren, die Admiral Scheer wäre auch noch in norwegischen Gewässern.
Nach erfolgreichem Durchbruch der Nordmark in den Nordatlantik trafen sich die beiden Schiffe erst am 14. November westlich der Azoren nach dem Angriff der Admiral Scheer auf den Geleitzug HX 84. Die Admiral Scheer ergänzte ihre Vorräte; Treibstoff hatte sie schon zwei Tage zuvor aus dem aus Teneriffa entsandten Tanker Eurofeld übernommen. Die Nordmark war auf dem Marsch zum ersten Treffen mit der Admiral Scheer schon am 9./10. November mit dem U-Boot U 65 zusammengetroffen und hatte es mit Treibstoff versorgt. Das U-Boot sollte vor der westafrikanischen Küste operieren. Sie traf das U-Boot am 28./29. erneut und übernahm auch einen Gefangenen von ihm. 350 sm östlich von Suriname traf das Trossschiff am 6. Dezember erneut die Admiral Scheer, die ihre Vorräte weiter ergänzte und einige Reparaturen unter Nutzung der Ersatzteile und der Ingenieure der Nordmark durchführte. Am 7. wurde dann nochmals U 65 aufgetankt.
Am 14. Dezember trafen sich die Nordmark und die Admiral Scheer 150 sm südwestlich der Kap Verden und der Kreuzer ergänzte Vorräte und Treibstoff. Das nächste Treffen fand am 26. Dezember im Südatlantik westlich von St. Helena statt. Die Admiral Scheer brachte das eine Woche zuvor gekaperte Kühlschiff Duquesa (8.651 BRT) mit, das 14,5 Millionen Eier und über 3.000 t Rindfleisch an Bord hatte. Zu diesem Treffen kamen auch noch die Hilfskreuzer Thor und Pinguin sowie der Tanker Eurofeld.
Die Nordmark verblieb im Versorgungsgebiet, während die Kampfschiffe neue Einsatzgebiete aufsuchten. Zuletzt verließ die Thor das Trossschiff nach Auffüllung des Treibstoffs und der Vorräte am 6. Januar 1941. Gleichzeitig traf der schon am 7. Oktober 1940 von der Pinguin aufgebrachte norwegische Tanker Storstad ein, von dem die Nordmark 6.500 Tonnen Dieselöl übernahm und den sie endgültig für den Durchbruch nach Frankreich ausrüstete. Anschließend begann die Umrüstung der Eurofeld zum Gefangenenschiff, da dieser Tanker seine Ladung abgegeben hatte. Vom 10. bis 13. Januar übernahm er 1.200 t Treibstoff und über 100 Gefangene von der Nordmark und begann den Marsch nach Frankreich.
Vom 15. bis 17. Januar übernahm die Nordmark Vorräte von der Duquesa. Für das kohlenbefeuerte Schiff stand wenig Treibstoff zur Verfügung, da man bislang kohlenbetriebene Schiffe nicht als Prise genommen hatte. Das scherzhaft als Proviantamt Wilhelmshaven-Süd bezeichnete Kühlschiff wurde daher in Schlepp genommen und betrieb nur noch die Kühlanlagen mit den eigenen Maschinen, in denen alles Brennbare an Bord verfeuert wurde.
Am 24. Januar traf die Admiral Scheer wieder ein und füllte ihre Vorräte, gefolgt von ihrer Prise Sandefjord. Die Ölladung des Tankers war für den Kreuzer ungeeignet, dennoch übernahm die Nordmark einen Teil für geeignete Verbraucher. Auf der Sandefjord wurden etwa 200 Gefangene von den deutschen Schiffen untergebracht, und sie lief dann unter einer Prisenbesatzung zur Gironde, die sie am 27. Februar erreichte. Da inzwischen die SKL entschieden hatte, dass alle von der Pinguin aufgebrachten Walfangschiffe nach Frankreich als Prisen entsandt werden sollten, ließ die Admiral Scheer geeignetes Personal auf der Nordmark zurück. Diese lief mit der Duquesa im Schlepp zum nächsten vereinbarten Treffpunkt und gab vom 7. bis zum 9. Februar 1941 an den Hilfskreuzer Kormoran 1.338 t Treibstoff und andere Versorgungsgüter ab und übernahm vom Hilfskreuzer 170 seiner Gefangenen. Als nächstes Schiff traf sie am 11. Februar das HAPAG-Kombischiff Portland, das seit Kriegsbeginn in Talcahuano gelegen und den chilenischen Hafen im Januar mit geringem Treibstoffvorrat verlassen hatte. Es brachte jetzt frische Lebensmittel und erhielt den notwendigen Treibstoff für die Heimreise.
Am 15. Februar traf die Pinguin wieder bei der Nordmark ein. Sie erhielt Personal für die Prisenbesatzungen ihrer Beute, und die Prise Duquesa wurde ihr überlassen, da für sie keinerlei Brennstoff mehr vorhanden war. Der Hilfskreuzer und das am 18. eintreffende Versorgungsschiff Alstertor übernahmen noch Vorräte soweit möglich, und die Pinguin versenkte dann das Kühlschiff. Die Nordmark verließ das Versorgungsgebiet und lief nach Norden vor die brasilianische Küste nördlich des Äquators, wo sie vor allem U-Boote versorgen sollte. Zuerst versorgte sie allerdings am 9. März nochmals die Admiral Scheer und übernahm deren Gefangene, bevor der Kreuzer in die Heimat zurück marschierte.
Vom 1. bis zum 4. April übernahm die Nordmark Treibstoff und Vorräte vom aus Frankreich entsandten Tanker Ill (7.603 BRT), der 1940 in Norwegen erbeutet wurde. Vom aus Teneriffa kommenden Tanker Rudolf Albrecht wurden dann frische Nahrungsmittel übernommen. Am 7. April versorgte die Nordmark die U-Boote U 105 und U 106 die vor Rio de Janeiro operieren und den auslaufenden deutschen Blockadebrecher Lech (3.290 BRT) sichern sollten.
Auf dem Weg zurück nach Süden ins Versorgungsgebiet Andalusien wurde die Nordmark von einem Bordflugzeug des britischen Hilfskreuzers Alcantara entdeckt. Sie gab sich als US-amerikanisches Schiff Prairie aus, was akzeptiert wurde. Ehe die Briten herausfanden, dass dies nicht zutreffen konnte, hatten sie den Kontakt verloren und fanden das deutsche Schiff nicht wieder.
Am 16. und 17. April versorgte die Nordmark die italienischen U-Boote Gugliemotti, Archimede und Galileo Ferraris, die am 3. März aus Massaua ausgebrochen waren und sich auf dem Weg vom Roten Meer nach Bordeaux befanden. Am 22. wurde auch noch die zuletzt ausgebrochene Perla versorgt. Die an Bord befindlichen Gefangenen (außer den Verletzten) wurden an den „Gefangenentransporter“ Ermland abgegeben, der mit den Gefangenen des Hilfskreuzers Orion auf dem Marsch vom Pazifik nach Südfrankreich war. Dann ging die Nordmark nach Norden, traf sich nochmals mit dem Hilfskreuzer Atlantis und versorgte am 3. Mai 1941 erneut U 105 und U 107, um dann endgültig den Einsatz zu beenden.
Am 18. Mai 1941 nahmen die Zerstörer Erich Steinbrinck, Bruno Heinemann und Friedrich Ihn das heimkehrende Trossschiff Nordmark in der Biskaya auf und geleiteten es über Le Havre bis Boulogne. Dort übernahmen die Minensuchboote M 3, M 4 und M 20 die Sicherung und brachten das Schiff ohne Schäden bis zum 20. Mai 1941 nach Hamburg. Die drei noch an Bord gebliebenen verletzten Gefangenen wurden in Cuxhaven an Land gegeben. In 212 Seetagen hatte die Nordmark 33.664 Seemeilen zurückgelegt und dabei 41 Versorgungen durchgeführt. Neben der Admiral Scheer und acht U-Booten hatte sie die Hilfskreuzer Thor, Kormoran und Pinguin sowie zehn Hilfsschiffe, Prisen oder Blockadebrecher versorgt.

### Weitere Einsätze
Das Schiff wurde in Hamburg überholt und im März 1942 der Flotte für Einsätze aus Norwegen zugewiesen. Dort versorgte sie die Flotteneinheiten regelmäßig und verlegte erst im April 1945 zurück nach Kopenhagen. Von April 1943 bis Juni 1945 war Korvettenkapitän Fritz Janke Kommandant des Schiffes.

## In britischen Diensten
Am 6. Juni 1945 geleiteten der Kreuzer Diadem und der Zerstörer Oribi die Nordmark über die Nordsee nach Rosyth, wo sie von der Royal Navy als Northmark übernommen wurde.
Im Juli 1947 wurde das Schiff nach einer Überholung wieder in Dienst gestellt, wobei der Name in Bulawayo verändert wurde. 1955 wurde das ehemals deutsche Trossschiff außer Dienst gestellt und ab Oktober verschrottet.